# Convolvulus lineatus
Convolvulus lineatus är en vindeväxtart som beskrevs av Carl von Linné. Convolvulus lineatus ingår i släktet vindor, och familjen vindeväxter. Inga underarter finns listade i Catalogue of Life.

## Bildgalleri

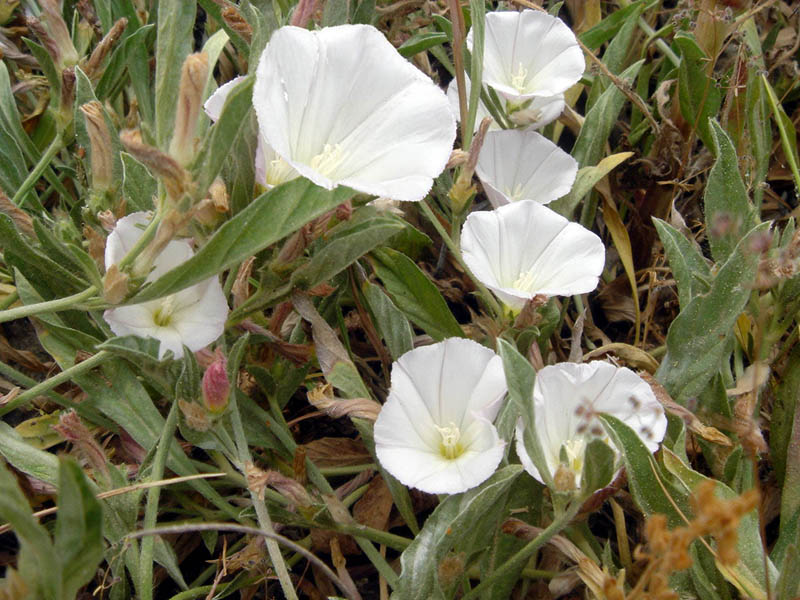
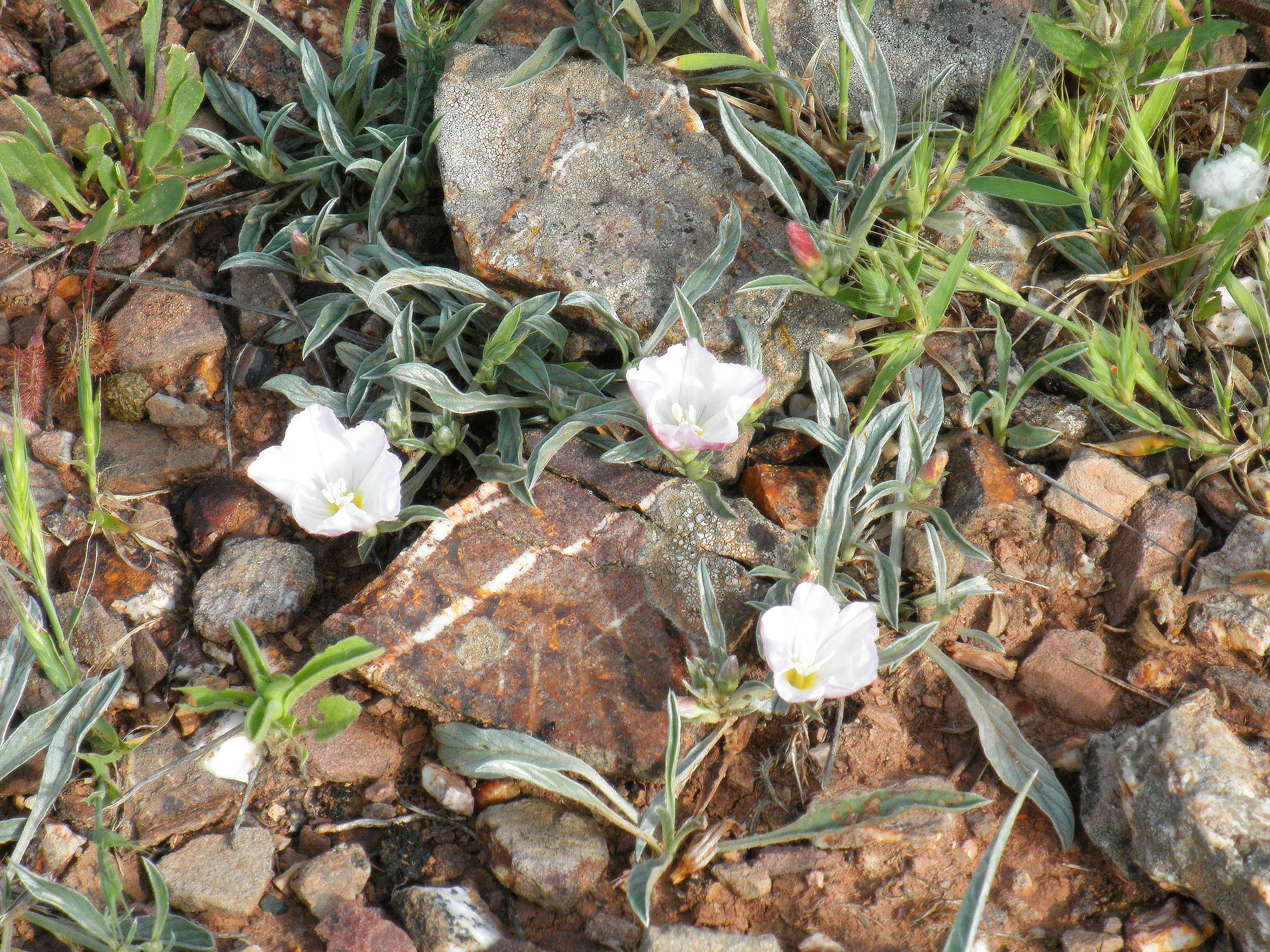
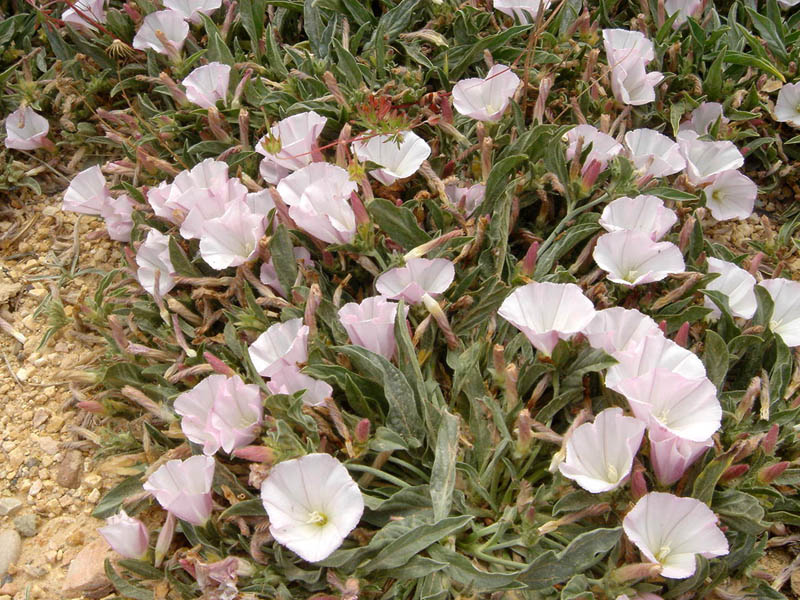
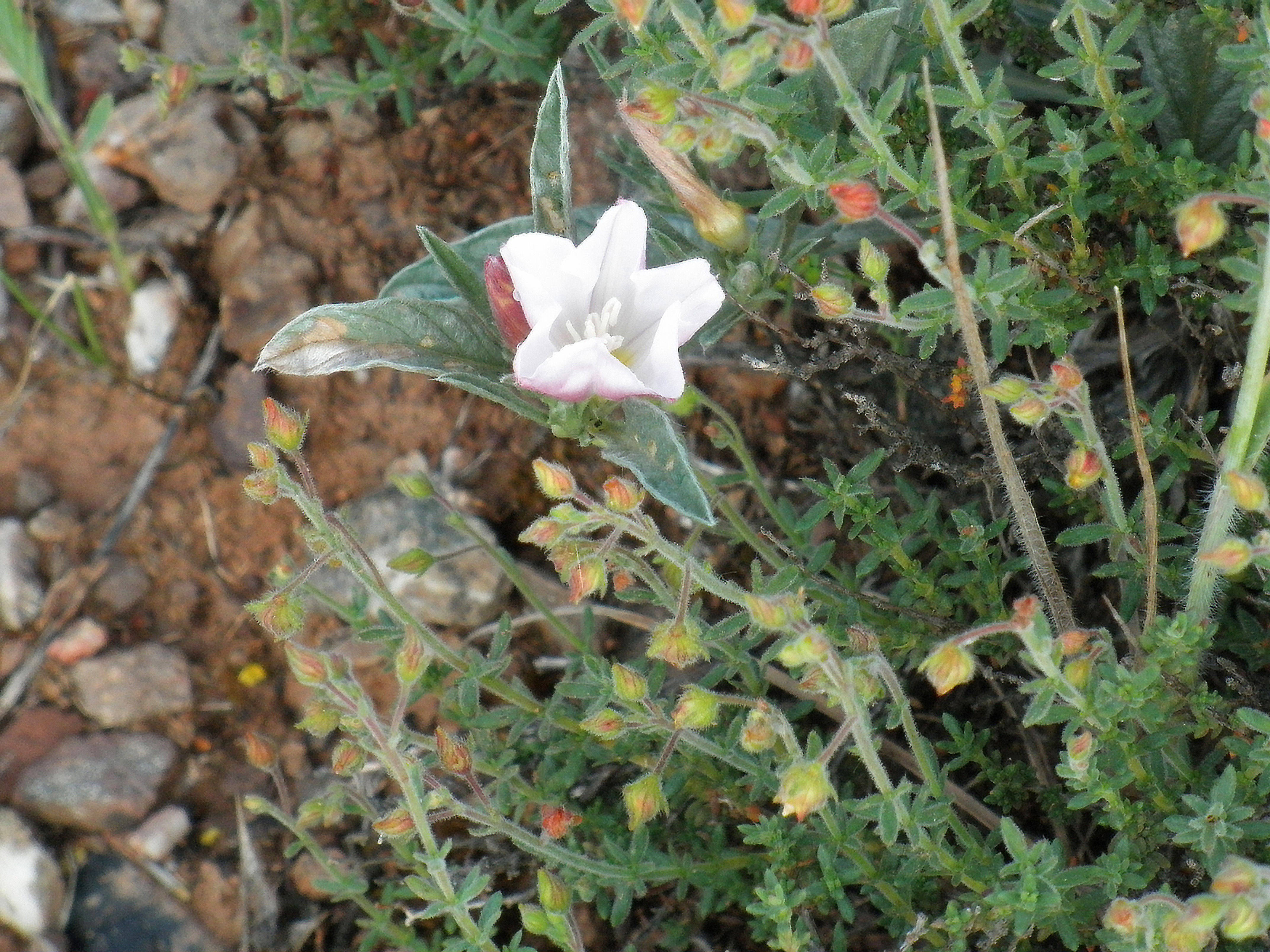